# USS Philippine Sea (CV-47)
«Філіппін Сі» (англ. USS Philippine Sea (CV-47)) — важкий ударний авіаносець США періоду Другої світової війни типу «Ессекс», довгопалубний підтип. Перший корабель з такою назвою у ВМС США.
Свою назву отримав на честь перемоги у битві в Філіппінському морі.

## Історія створення
Авіаносець «Філіппін Сі» був закладений 19 серпня 1944 року на верфі Bethlehem Steel Corporation під ім'ям «USS Wright (CV-47)», на честь братів Райт, але 12 лютого 1945 року перейменований на «Філіппін Сі». Спущений на воду 5 вересня 1945 року, вступив у стрій 11 травня 1946 року.

## Історія служби
Після вводу у стрій «Філіппін Сі» діяв у складі Атлантичного флоту. У 1947 році в рамках операції «Highjump» авіаносець під командуванням адмірала Річарда Берда здійснив похід до антарктичної станції «Літл-Америка».
У липні 1950 року «Філіппін Сі» був переведений на Тихий океан, де діяв у складі 7-го флоту. Під час Корейської війни здійснив 3 походи до берегів Кореї.
Під час першого походу (01.08.1950-02.06.1951) надавав підтримку сухопутним військам на Пусанському плацдармі (08.1950), брав участь в Інчхонській десантній операції (09.1950), висадці у Вонсані (10.1950), завдавав ударів по мостах на річці Ялуцзян (11.1950), прикривав евакуацію з Хиннаму (12.1950), брав участь в операції «Стренгл» з ізоляції лінії фронту (01-05.1951). У повітряних боях винищувачі з «Філіппін Сі» збили 1 літак МіГ-15.
Під час другого (30.01-08.07.1952) та третього (29.01-27.07.1953) походів до берегів Кореї «Філіппін Сі» завдавав ударів по об'єктах транспортної мережі противника (02-07.1952), здійснив серію ударів по Чхонджіну (04.1952), брав участь в операції із зруйнування Сунхунської ГЕС (06.1952). У лютому-березні 1953 року авіаносець брав участь в операції «Черокі» з підтримки сухопутних військ уздовж лінії фронту, завдав серії ударів по дорогах противника, здійснив наліт на Чхонджін (04.1953).
1 жовтня 1952 року «Філіппін Сі» був перекласифікований в ударний авіаносець CVA-47.
Після закінчення бойових дій авіаносець продовжував службу на Тихому океані. 15 листопада 1955 року перекласифікований в протичовновий авіаносець CVS-47.
28 грудня 1958 року «Філіппін Сі» був виведений в резерв. 15 травня 1959 року перекласифікований в авіатранспорт AVT-11.
1 грудня 1969 року «Філіппін Сі» був виключений зі списків флоту та проданий на злам.